# (2788) Andenne
(2788) Andenne (1981 EL) – planetoida z pasa głównego asteroid okrążająca Słońce w ciągu 4,1 lat w średniej odległości 2,56 j.a. Odkryta 1 marca 1981 roku.